# Bobur Islomov
Bobur Islomov (ur. 1999) – uzbecki zapaśnik walczący w stylu wolnym. Zajął 22. miejsce na mistrzostwach świata w 2022. Brązowy medalista mistrzostw Azji w 2022 i 2023, a także igrzysk solidarności islamskiej w 2021. Trzeci na mistrzostwach Azji juniorów w 2019 roku.